# Посухівська сільська рада (Уманський район)
Посу́хівська сільська́ ра́да — адміністративно-територіальна одиниця та орган місцевого самоврядування в Уманському районі Черкаської області. Адміністративний центр — село Посухівка.

## Загальні відомості
- Населення ради: 413 особи (станом на 2001 рік)

## Населені пункти
Сільській раді підпорядковані населені пункти:
- с. Посухівка

## Склад ради
Рада складається з 12 депутатів та голови.
- Голова ради: Чабан Володимир Станіславович
- Секретар ради: Голубенко Наталія Йорданівна

### Керівний склад попередніх скликань
| Прізвище, ім'я, по батькові   | Основні відомості                                                 | Дата обрання | Дата звільнення |
| ----------------------------- | ----------------------------------------------------------------- | ------------ | --------------- |
| Чабан Володимир Станіславович | Сільський голова, 1960 року народження, освіта вища, безпартійний | 26.03.2006   | 31.10.2010      |
| Чабан Володимир Станіславович | Сільський голова, 1960 року народження, освіта вища, безпартійний | 31.10.2010   |                 |

Примітка: таблиця складена за даними сайту Верховної Ради України

### Депутати
За результатами місцевих виборів 2010 року депутатами ради стали:

#### За суб'єктами висування
| Суб'єкт висування      | Кількість обраних депутатів | %    |
| ---------------------- | --------------------------- | ---- |
| Партія регіонів        | 10                          | 83,3 |
| Аграрна партія України | 2                           | 16,7 |

#### За округами
| № округу               | Прізвище, ім'я, по батькові      | Дата визнання обраним | Освіта             | Партійна приналежність | Відомості про обраного депутата                                     |
| ---------------------- | -------------------------------- | --------------------- | ------------------ | ---------------------- | ------------------------------------------------------------------- |
| Аграрна партія України |                                  |                       |                    |                        |                                                                     |
| 3                      | Курдонавідзе Валерій Георгійович | 31.10.2010            | середня            | позапартійний          | тимчасово не працює                                                 |
| 11                     | Савченко Василь Іванович         | 31.10.2010            | середня            | позапартійний          | Агрофірма «Ліга», токар                                             |
| Партія регіонів        |                                  |                       |                    |                        |                                                                     |
| 1                      | Мазіна Світлана Сергіївна        | 31.10.2010            | вища               | позапартійна           | Посухівський НВК, вчитель                                           |
| 2                      | Єгорова Алла Миколаївна          | 08.09.2013            | середня            | член Партії регіонів   | фельдшерсько-акушерський пункт с. Посухівка, молодша медична сестра |
| 4                      | Свіщенко Оксана Володимирівна    | 31.10.2010            | середня            | позапартійна           | Посухівська с/рада, техпрацівник                                    |
| 5                      | Посесор Наталія Борисівна        | 31.10.2010            | середня спеціальна | позапартійна           | ЗАТ «Укрзерноімпекс», різноробоча                                   |
| 6                      | Желєзняк Ігор Вікторович         | 31.10.2010            | середня            | позапартійний          | ЗАТ «Укрзерноімпекс», механізатор                                   |
| 7                      | Білецький Сергій Степанович      | 31.10.2010            | вища               | позапартійний          | Посухівська с/рада, бухгалтер                                       |
| 8                      | Лановик Юзефа Болеславівна       | 31.10.2010            | середня спеціальна | позапартійна           | пенсіонер                                                           |
| 9                      | Підлісна Ганна Василівна         | 31.10.2010            | середня            | позапартійна           | пенсіонер                                                           |
| 10                     | Голубенко Наталія Йорданівна     | 31.10.2010            | середня спеціальна | позапартійна           | Посухівська с/рада, серетар С/ради                                  |
| 12                     | Рубльовська Алла Іванівна        | 31.10.2010            | середня            | позапартійна           | ПП Полонська Л. Г., продавець                                       |